# Sepsina copei
Sepsina copei är en ödleart som beskrevs av  Bocage 1873. Sepsina copei ingår i släktet Sepsina och familjen skinkar. Artepitet i det vetenskapliga namnet hedrar den amerikanska zoologen Edward Drinker Cope.
Artens utbredningsområde är Angola. Inga underarter finns listade i Catalogue of Life. Ödlan lever i landets västra delar vid havet. Den vistas i låglandet och i kulliga regioner upp till 600 meter över havet. Habitatet utgörs av savanner med växter av släktet Euphorbia, av buskskogar och av odlingsmark. Exemplaren gömmer sig i lövskiktet och i självgrävda bon. Äggen kläcks redan inuti honans kropp.
För beståndet är inga hot kända. Hela populationen bedöms som stor. IUCN listar arten som livskraftig (LC).